# Mona Bollerud
Mona Bollerud (1968) è un'ex biatleta norvegese.

## Biografia
In Coppa del Mondo ottenne l'unica vittoria, nonché primo risultato di rilievo, il 13 marzo 1988 a Oslo Holmenkollen.
In carriera prese parte a due edizioni dei Mondiali, vincendo due medaglie.

## Palmarès

### Mondiali
- 2 medaglie:
  - 2 argenti (staffetta a Chamonix 1988; gara a squadre a Feistritz 1989)

### Coppa del Mondo
- 2 podi (entrambi individuali[1]):
  - 1 vittoria
  - 1 secondo posto

#### Coppa del Mondo - vittorie
| Data          | Località          | Nazione  | Specialità |
| ------------- | ----------------- | -------- | ---------- |
| 13 marzo 1988 | Oslo Holmenkollen | Norvegia | SP         |

Legenda:

SP = sprint